# 荻野周史
荻野周史（日语：／ Ogino Shūji，1968年4月24日—），主要从事病理学，流行病学和分子病理流行病学研究。目前在哈佛医学院，布莱根妇女医院和丹娜法伯癌症研究院及哈佛陈曾熙公共卫生学院担任教授。荻野首次提出分子病理流行病学（MPE）这一学科概念，该学科是分子病理学和流行病学的交叉学科。

## 生平
于1993年获得东京大学医学院学士学位，于1994-1995年在冲绳美国海军医院实习，随后赴美，并分别在卓克索大學阿勒格尼总医院（1995-1997）及凯斯西储大学/克利夫兰大学医院（1997-1999）完成病理解剖和临床病理住院医师培训，1999-2000年在宾夕法尼亚大学医学中心进行分子病理学研究。2001年获得东京大学研究院医学系博士学位后继续在该中心从事博士后研究，2001-2004在丹娜法伯癌症研究院，布莱根妇女医院和哈佛医学院担任病理学讲师，2004年晋升为助理教授，2008年晋升为副教授，2015年晋升为丹娜法伯癌症研究院教授。继2011年在哈佛陈曾熙公共卫生学院获得流行病学硕士学位后，被任命为该学院的流行病学副教授，并2015年晋升为教授。

## 研究领域和成果
荻野于2010年首次提出 “分子病理流行病学（MPE）”这一概念。他认为将分子病理学研究带入流行病学研究的框架是一个独特的研究领域。此后，MPE这一概念被广泛采纳 ，并且成为美国癌症研究协会（AACR）  ，流行病学研究协会（SER）和美国预防肿瘤学会（ASPO）等国际会议的专题。MPE是采用分子病理学流行病学的方法从分子、个体和群体的水平进行病因学的研究。通过对现有的流行病学研究中组织样本和数据的研究分析，荻野发表了大量的文章论述危险因素（如环境、饮食、生活方式和遗传因素等）的暴露和疾病的分子病理学特征之间的相互关系（例如，携带PIK3CA突变基因的结直肠癌），其中很多发现 以及阐述 MPE的概念 的文章都发表在该领域具有影响力的杂志上。通过MPE的研究方法荻野发现了阿司匹林可以增加携带PIK3CA基因突变的结直肠癌患者的生存期  ，内镜筛查有助于降低结肠癌的发病率和死亡率，以及结肠镜检5年内发生的大肠癌与其CIMP（CpG 岛甲基化表型）和MSI （微卫星不稳定性）有关。Ogino 于2013年举办首届分子病理流行病学（MPE）会议，并于2014年12月4-5号在波士顿召开第二次会议。
荻野采用MPE的研究方法提出在大肠癌研究模型从两段式结肠模型（近段和远段结肠）

到大肠连续模型的转变。该假设是通过对 1400多例大肠癌病例分析，得出不同部位的结肠癌与其微卫星不稳定（MSI），CpG岛甲基化表型（CIMP）和BRAF突变频率呈线性关系 ，这一大肠连续模型已得到支持 。
此外，荻野还提出了一些新的研究模式，包括“GWAS-MPE”  ，“ 独特肿瘤原则”  ，“独特疾病原则” ，“病因场效应模型”  （即多种治病因素包括饮食、生活方式、环境、微生物、激素和基因等及其相互作用下的形成肿瘤易感组织微环境，致使肿瘤形成、演化和进展）以及“生命历程流行病学 - MPE模型” ，所有这些模型都与MPE领域相关。

## 荣誉
- 2004年，分子病理学协会（AMP），总裁奖
- 2011年，美国加拿大病理学协会，拉姆兹•科特兰青年研究奖
- 2012年，分子病理学协会（AMP），功勋奖
- 2014年，汤森路透 [49]， 最具影响力的科学家
- 2014年，美国临床调查协会（ASCI），委员
- 2014年，美国实验生物学会联合会杰出科学奖委员会[50]，委员